# Un dimanche inoubliable près des casernes
Un dimanche inoubliable près des casernes est un roman de Jacques-Francis Rolland paru le 22 février 1984 aux éditions Grasset et ayant reçu le Grand prix du roman de l'Académie française la même année.

## Résumé
Le roman présente des aspects autobiographiques, notamment le militantisme de son auteur au Parti communiste.
En 1968, plusieurs personnes se retrouvent au cimetière du Père-Lachaise à l'enterrement d'un membre du Comité central du PCF, Georges Granet, inspiré de Pierre Courtade. L'histoire de ce groupe d'individus ressurgit : la guerre d'Espagne, la Résistance à Grenoble en 1940, la Libération, l'après-guerre avec le communisme plus puissant que jamais jusqu'au désenchantement en 1956,,.

## Éditions
- Un dimanche inoubliable près des casernes, éditions Grasset, 1984  (ISBN 2-246-33161-7).